# Giovanni Antonio Fuccioli
Giovanni Antonio Fuccioli (Città di Castello, 1541 – Roma, 8 settembre 1623) è stato un presbitero italiano.

## Biografia
Nato a Città di Castello, seguì la carriera ecclesiastica e fu monsignore.
Si trasferì a Roma, dove esercitò l'avvocatura. Famigliare del cardinale Carlo Bonelli, fu segretario di papa Leone XI e di papa Paolo V.
Morì nel 1623 e venne sepolto nella Chiesa del Gesù di Roma.
Fuccioli fece testamento stabilendo, nel caso di estinzione della linea maschile della famiglia (si verificò nel 1626), di dividere la cospicua eredità in tre parti uguali, da destinarsi in opere di beneficenza. Lasciò le sue rendite affinché venisse fondato nella città il "Collegio dei Santi Giovanni e Carlo" (avvenuto nel 1646), che in seguito prese il suo nome di "Collegio Fuccioli", in via Sant'Agata dei Goti, Rione Monti.